# Copa Montevideo 1978
La Copa Montevideo 1978 fue la sexta y última edición de la Copa Montevideo, tradicional competencia internacional. Al igual que las ediciones anteriores, este fue un torneo de verano amistoso, aunque en este último torneo sólo reunió a participantes argentinos, en este caso Boca Juniors y River Plate. Todos los encuentros se disputaron en el Estadio Centenario de Montevideo. Se realizó entre los días 21 de febrero y 1 de marzo de 1978.

## Participantes
El torneo mantuvo el formato desde su reinauguración, teniendo la participación de 4 equipos, los cuales se enfrentaron en formato de liga todos contra todos en una ronda:
| Nacional | Peñarol | Boca Juniors | River Plate |
| -------- | ------- | ------------ | ----------- |

## Tabla de posiciones
| Pos. | Equipo       |  | PJ | PG | PE | PP | GF | GC | Dif. | Puntos |
| ---- | ------------ |  | -- | -- | -- | -- | -- | -- | ---- | ------ |
| 1    | Nacional     |  | 3  | 2  | 1  | 0  | 5  | 2  | +3   | 5      |
| 2    | Peñarol      |  | 3  | 1  | 2  | 0  | 3  | 1  | +2   | 4      |
| 3    | River Plate  |  | 3  | 1  | 1  | 1  | 2  | 2  | 0    | 3      |
| 4    | Boca Juniors |  | 3  | 0  | 0  | 3  | 1  | 6  | -5   | 0      |

| Uruguay                                           |
| Campeón Copa Montevideo 1978 Nacional 4.to título |

## Partidos
| 21 de febrero de 1978 | River Plate | 0:0 | Peñarol | Estadio Centenario, Montevideo    |  |
|                       |             |     |         | Árbitro(s): R. Cerrullo (Uruguay) |  |

| 23 de febrero de 1978 | Nacional                                            | 2:1 (0:0) | Boca Juniors            | Estadio Centenario, Montevideo     |                                    |
|                       | Alfredo De Los Santos 59' · Juan Ramón Carrasco 60' |           | Miguel Ángel Bordón 88' | Árbitro(s): H. Rodríguez (Uruguay) | Árbitro(s): H. Rodríguez (Uruguay) |

| 27 de febrero de 1978 | River Plate            | 2:0 (1:0) | Boca Juniors | Estadio Centenario, Montevideo   |                                  |
|                       | Norberto Alonso 8' 61' |           |              | Árbitro(s): R. Barreto (Uruguay) | Árbitro(s): R. Barreto (Uruguay) |

| 27 de febrero de 1978 | Peñarol               | 1:1 (1:0) | Nacional                | Estadio Centenario, Montevideo         |                                        |
|                       | José Luis Saldaño 35' |           | Miguel Ángel Piazza 85' | Árbitro(s): Luis Pestarino (Argentina) | Árbitro(s): Luis Pestarino (Argentina) |

| 1 de marzo de 1978 | Peñarol                            | 2:0 (1:0) | Boca Juniors | Estadio Centenario, Montevideo |                             |
|                    | Ruben Paz 9' · Fernando Morena 84' |           |              | Árbitro(s): J. J. Fortunato    | Árbitro(s): J. J. Fortunato |

| 1 de marzo de 1978 | Nacional                                            | 2:0 (1:0) | River Plate | Estadio Centenario, Montevideo |                             |
|                    | Alfredo De Los Santos 37' · Juan Ramón Carrasco 62' |           |             | Árbitro(s): J. J. Fortunato    | Árbitro(s): J. J. Fortunato |